# Partena
Partena è una località del comune italiano di Colle di Val d'Elsa, nella provincia di Siena, in Toscana.

## Geografia fisica
Sorge sulla Strada Maremmana, che da Colle di Val d'Elsa conduce, appunto, in Maremma, su un'altura posta sulla sinistra della strada.

## Storia
Si hanno notizie di Partena già nel XIII secolo. Nel 1615 il borgo di Partena, conteso da Siena, viene posto, dall'Imperatore Federico II sotto la giurisdizione del Comune di Colle. Nel borgo doveva essere ubicata una chiesa parrocchiale dedicata a San Cerbone.
Il borgo sembra essere appartenuto al ghibellino colligiano Albizzo di Scolaio dei Trancredi, "magnate" ed arciprete, che venne nominato capitano di Colle di Val d'Elsa all'inizio del XIV secolo. Dopo un periodo di potere gestito in modo semi-tirannico e nepotistico, Albizzo subì la sommossa del 1331 che porterà al ristabilimento della preesistente situazione ed al suo arresto. Albizzo morirà poi strangolato in carcere ed i beni suoi e della famiglia confiscati dal Comune.
Nel 1551 il borgo di Partena contava 49 abitanti.